# Baralle
Baralle é uma comuna francesa na região administrativa de Altos da França, no departamento de Pas-de-Calais. Estende-se por uma área de 7,95 km². Em 2010 a comuna tinha 489 habitantes (densidade: 61,5 hab./km²).